# The Remixes (album de Mariah Carey)
Pour les articles homonymes, voir The Remixes.
Albums de Mariah Carey
Charmbracelet
(2002) The Emancipation of Mimi
(2005)
The Remixes est un album de remix de Mariah Carey, sorti le 3 octobre 2003. Le premier disque regroupe plusieurs de ses remixes dance tandis que le second contient des remixes ainsi que des collaborations hip-hop. L'album qui s'érige à la 1ere place du Billboard Club, s'écoule à près de 860 000 exemplaires dans le monde, ce qui en fait le quatrième album de remixes le plus vendu de tous les temps.

## Production
On retrouve sur cet album des morceaux produits entre 1991 et 2003.
La plupart des remixes du premier volume sont issus de la collaboration entre Mariah Carey et David Morales, c'est le cas de My All, Fly Away, Fantasy, Honey et Dreamlover.
Les remixes hip-hop contiennent tous des featuring avec des artistes du milieu : Jermaine Dupri, Missy Elliott, O.D.B... Cependant ce second volet contient aussi des morceaux non remixés déjà présents sur les précédents albums studio, on retrouve Breakdown de l'album Butterfly, Crybaby de Rainbow, Sweetheart de Number 1's ainsi que Miss You et I Know What You Want de Charmbracelet.
Les remixes ne sont pas inédits dans la mesure où ils avaient déjà été publiés sur les CD Single ou Maxi Single. Cependant ils diffèrent des versions originales présentes sur les albums car ils sont soit rechantés, ont de nouvelles paroles ou une nouvelle instrumentalisation.

## Succès
L'album étant une compilation partiellement autorisée, puisque éditée principalement par l'ancienne maison de disques de Mariah Carey, a reçu une promotion très limitée.
Il réussit néanmoins à se vendre à 1 million d'exemplaires de par le monde, dont 250 000 aux États-Unis. Il reste l'un des albums les moins vendus de l'artiste.
Cependant en 2004, le medley U Like This (Megamix) est sollicité dans les clubs. Il contient 5 extraits enchainés des plus gros hits remixés par David Morales : My All, Honey, Always Be My Baby, Fantasy et Dreamlover.

## Performance commerciale, statut d'oeuvre culte et postérité
L'album s'écoule à près de 860 000 exemplaires dans le monde, ce qui en fait le 4e album de remixes le plus vendu de tous les temps. Il devient culte avec le temps.
Carey se lance dans la production de remixes de chansons au tout début de sa carrière, aidant à démocratiser la technique du ré-enregistrement vocal. Le disc-jockey David Morales, qui a collaboré à de nombreuses reprises avec Carey, comme pour le single Dreamlover (1993), popularise avec Carey, une méthode consistant à remixer des chansons pop de son propre répertoire en version club. Cette chanson, qui est un succès commercial et critique, est alors nommée par le Slant Magazine comme l'une des meilleures chansons dance de tous les temps.
En 1995, le single Fantasy, 1er extrait de l'album Daydream est considérée comme l'un des plus beaux exemples de révision d'un échantillon en un chef-d'œuvre pop. La chanson et son remix sont considérés comme le single de Carey le plus important à ce jour. Carey introduit le R'n'B et le hip-hop dans la culture pop et popularise le rap après 1995. Sarah Frere-Jones, journaliste à The New Yorker dit : « Le remix devient un standard pour les stars R'n'B/Hip-Hop comme Missy Elliott et Beyoncé, car il combine la mélodie avec le rap. Et quelques jeunes artistes pop comme Britney Spears, NSYNC, Christina Aguilera ou Jessica Simpson ont passé une grande partie de ces dix dernières années à faire de la musique pop qui est incontestablement du R'n'B ». Frere-Jones en conclut : « Son idée d'associer le chant d'une femme avec le hip-hop des hommes a changé le R'n'B et toute la pop. Bien que maintenant, chacun est libre de choisir son idée, le succès de Mimi montre qu'il appartient encore à Carey ».
John Norris de MTV déclare que le remix est « responsable d'une vague musicale que nous voyons depuis ce jour-là, l'association R'n'B/Hip-Hop. Vous pouvez dire que le remix de Fantasy est le single le plus important de sa carrière ». Norris fait écho aux propos de Lisa Lopes qui a dit que nous avons du R'n'B grâce à Mariah. Judnick Mayard, journaliste de TheFader, écrit en ce qui concerne l'association du R'n'B et du hip-hop : « La championne de ce mouvement est Mariah Carey ». Mayard dit également : « À ce jour, Mariah et O.D.B. font sans doute la meilleure collaboration hip-hop de tous les temps », et qu'en raison de la sortie de Fantasy, « le R'n'B et le hip-hop sont de bons frère et sœur ».
Les trois versions de Fantasy (inclus la version club co-produite avec David Morales), permettent d'obtenir à Mariah Carey, la seconde meilleure place des ventes de singles annuelles aux États-Unis. En 2005, Entertainment Weekly inclut les deux remixes de Fantasy sur la liste de ses meilleurs enregistrements. Sean Combs déclare que Carey « connaît l'importance des remixes, de sorte que vous sentiez comme vous êtes avec un artiste qui apprécie votre travail d'artiste et qui veut arriver à quelque chose avec vous. »
Dès 1999, la version r&b remix de Heartbreaker en featuring Da Brat et Missy Elliott, est également considéré comme un remix culte au niveau mondial et un des meilleurs remixes urbains de tous les temps,,.

## Liste des pistes
Volume 1
1. My all (Morales "My" Club Mix)
2. Heartbreaker/ If you Should Ever Be Lonely (Junior's Heartbreaker Club Mix)
3. Fly Away (Butterfly Reprise)
4. Anytime You Need A Friend (C&C Club Version)
5. Fantasy (Def Club Mix)
6. Honey (Classic Mix)
7. Dreamlover (Def Club Mix)
8. Emotions (12" Club Mix)
9. Through The Rain (H2Q Radio Edit)

Volume 2
1. Fantasy (feat. ODB)
2. Always Be My Baby (Mr Dupri Mix)
3. My all/Stay Awhile (So So Def Remix)
4. Thank God I Found You (Make It Last Remix)
5. Breakdown
6. Honey
7. Loverboy (Remix)
8. Hearbreaker (Remix)
9. Sweetheart
10. Crybaby
11. Miss you
12. The One (So So Def Remix)
13. I Know What You Want

## Classement
| Chart                                | Peak position |
| ------------------------------------ | ------------- |
| Australie                            | 78            |
| Pays-Bas                             | 99            |
| France                               | 60            |
| Japon                                | 95            |
| Nouvelle-Zélande                     | 36            |
| Suisse                               | 69            |
| Royaume-Uni                          | 35            |
| US Billboard 200                     | 26            |
| US Billboard Dance/Electronic Albums | 1             |
| US Billboard Top R&B/Hip-Hop Albums  | 25            |